# Ervin Bulku
Ervin Bulku est un footballeur international albanais, né le 3 mars 1981 à Tirana. Il évolue actuellement au KF Tirana. Son poste de prédilection est milieu de terrain.

## Palmarès
KF Tirana
- Champion d'Albanie en 1999, 2000, 2003, 2004, 2005 et 2007.
- Vainqueur de la Coupe d'Albanie en 1999, 2001, 2002 et 2006.

 Sepahan Ispahan
- Vainqueur de la Coupe d'Iran en 2013.

## Sélections
- 2002-2014 :  Albanie (56 sélections, 1 but)